# DICTATORS CIRCUS -A deformed BUD-
『DICTATORS CIRCUS -A deformed BUD-』（ディクテイターズ・サーカス ア・デフォームド・バッド）は、日本のバンドPIERROTのメジャーデビュー後8枚目に発売されたアルバム。PIERROT3枚目のベストアルバム。2005年6月8日発売。発売元はユニバーサルミュージック。

## 概要
このアルバムには「クリア・スカイ」から「MYCLOUD」までの、メジャーレーベルからリリースされたシングルのカップリングナンバーが収録されている。ただし、「PSYCHEDELIC LOVER」や「HILL -幻覚の雪-」等のシングルに収録されている既存曲のリミックスは収録されていない。
収録曲の内「カナタへ…」、「夕闇スーサイド」は本来シングルタイトル曲であるが、前作に収録されなかったために収録された。
DICTATORS CIRCUS -A variant BUD-と同じように、「脳内モルヒネ」のカップリングである「Labyrinth 〜鏡には映らない君が〜(Live at さいたま市文化センター 2003.9.30)」は収録されていない。

## 収録曲

### Disc 1
1. 蜘蛛の意図
「クリア・スカイ」カップリング曲。アルバム初収録。
2. MOTHER scene II
「MAD SKY -鋼鉄の救世主-」カップリング曲。インディーズシングル「HAKEN KREUZ」カップリング曲の再録。アルバム初収録。
3. カナタヘ…
メジャー3rdシングルの2曲目。シングルヴァージョンはアルバム初収録。
4. Labyrinth 〜鏡には映らない君が〜
「ラストレター」カップリング曲。インディーズ時代の楽曲の再録。
5. GENOME CONTROL
「-CREATURES-」カップリング曲。アルバム初収録。
6. パウダースノウ
「-CREATURES-」カップリング曲。
7. FOLLOWER
「AGITATOR」カップリング曲。
8. PURPLE SKY
「AGITATOR」カップリング曲。アルバム初収録。
9. 神経がワレタ寒い夜
「神経がワレル暑い夜」カップリング曲。タイトル曲と同じメロディーだが歌詞が異なる。アルバム初収録。
10. *自主規制
「神経がワレル暑い夜」カップリング曲。インディーズシングル「HAKEN KREUZ」タイトル曲の再録をタイトル変更した曲。アルバム初収録。

### Disc 2
1. DOMESTIC VIOLENCE
「DRAMATIC NEO ANNIVERSARY」カップリング曲。アルバム初収録。
2. 有害の天使
「DRAMATIC NEO ANNIVERSARY」カップリング曲。アルバム初収録。
3. 真っ赤な花
「COCOON」カップリング曲。アルバム初収録。
4. サルビア
「COCOON」カップリング曲。アルバム初収録。
5. REBIRTH DAY
「壊れていくこの世界で」カップリング曲。
6. LANDSCAPE
「PSYCHEDELIC LOVER」カップリング曲。アルバム初収録。
7. メディアノイド
「HILL -幻覚の雪-」カップリング曲。アルバム初収録。
8. 夕闇スーサイド
メジャー14thシングル3曲目。アルバム初収録。
9. パラノイア
「Smiley Skeleton」カップリング曲。
10. EASTER
「Smiley Skeleton」カップリング曲。アルバム初収録。
11. THE DREAM WHICH WARPED
「MYCLOUD」カップリング曲。アルバム初収録。